# Valenciennea immaculata
Valenciennea immaculata är en fiskart som först beskrevs av Ni, 1981.  Valenciennea immaculata ingår i släktet Valenciennea och familjen smörbultsfiskar. Inga underarter finns listade i Catalogue of Life.